# Cimetière militaire britannique d'Auberchicourt
Le Cimetière militaire britannique d'Auberchicourt ('Auberchicourt British Cemetery) est un cimetière militaire britannique situé dans la commune française d'Auberchicourt, dans le département du Nord. Le cimetière comporte 202 tombes britanniques et 86 tombes canadiennes, toutes de soldats qui sont morts pendant la Première Guerre mondiale.

## Histoire
Hugh Cairns est inhumé dans ce cimetière.
Le 17 avril 2024, une cérémonie est organisée en l'honneur de Charles Ernest Lane, inhumé dans ce cimetière, mais dont la tombe située IV. B. 1 n'était pas identifiée. La nouvelle stèle fait mention de son identité, cent-six ans après sa mort,. Il s'agit d'une redédicace. Charles Ernest Lane est mort le 2 novembre 1918 à l'âge de vingt-huit ans.

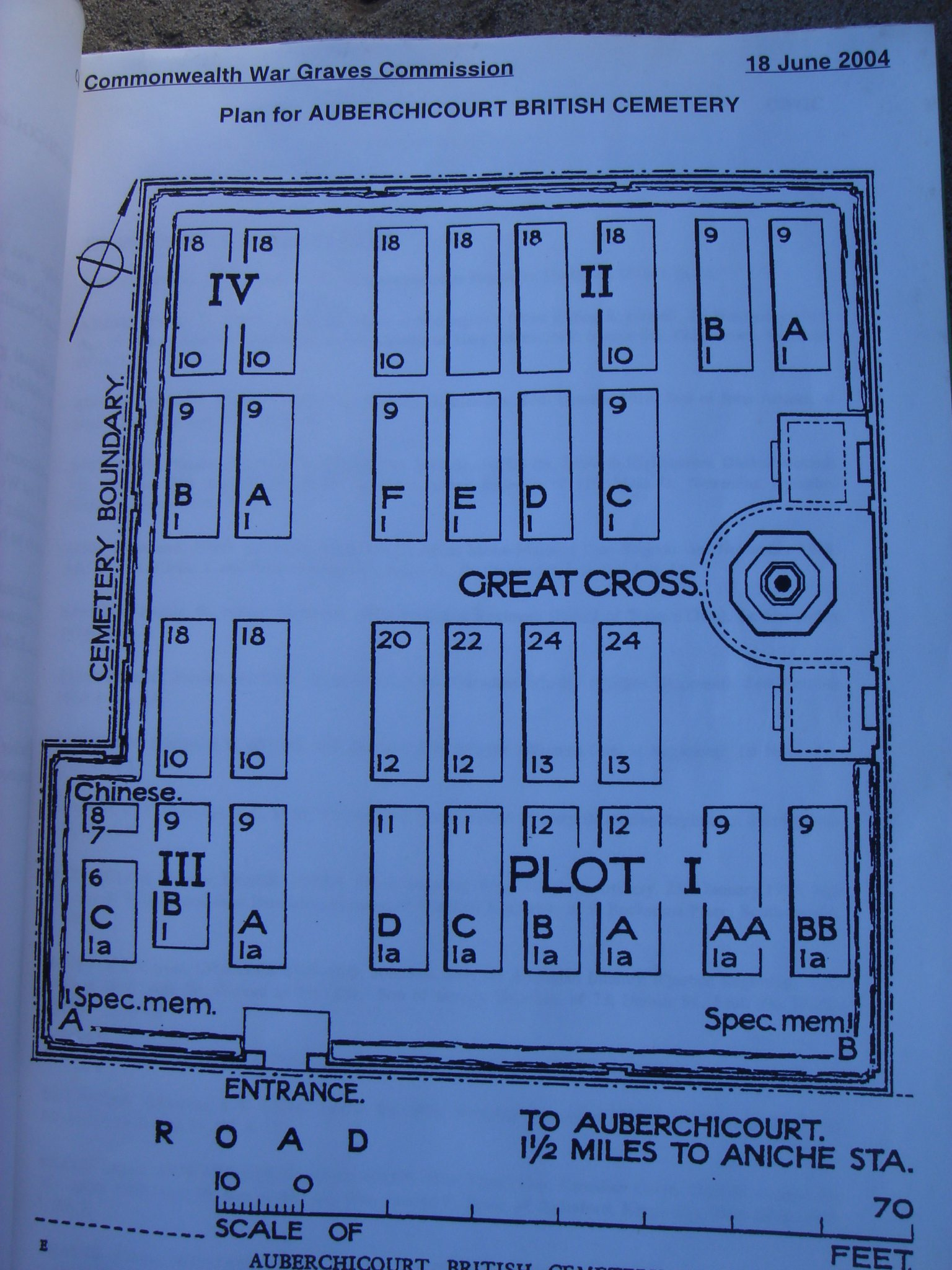
Plan du cimetière.
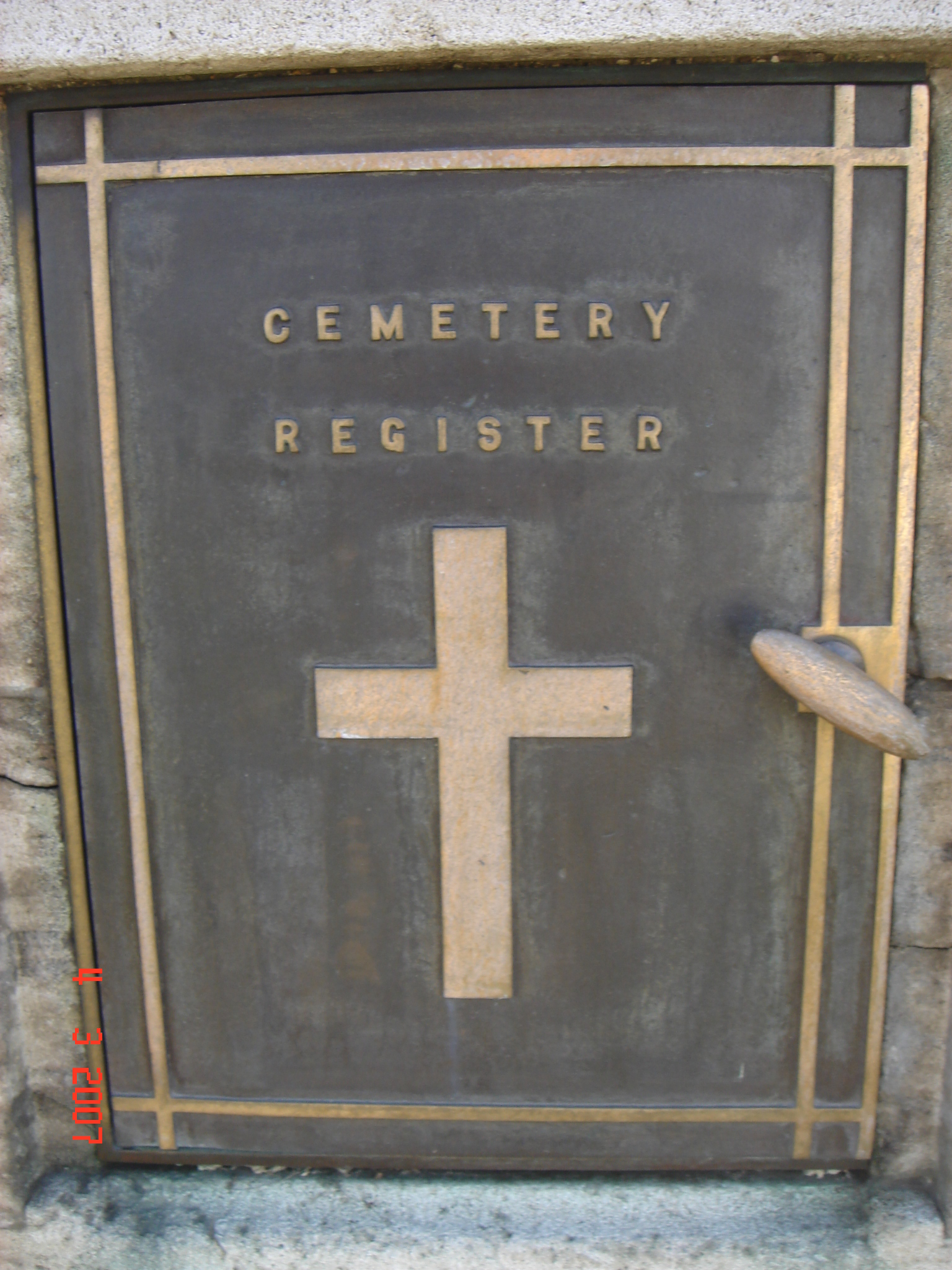
Logement aux registres.
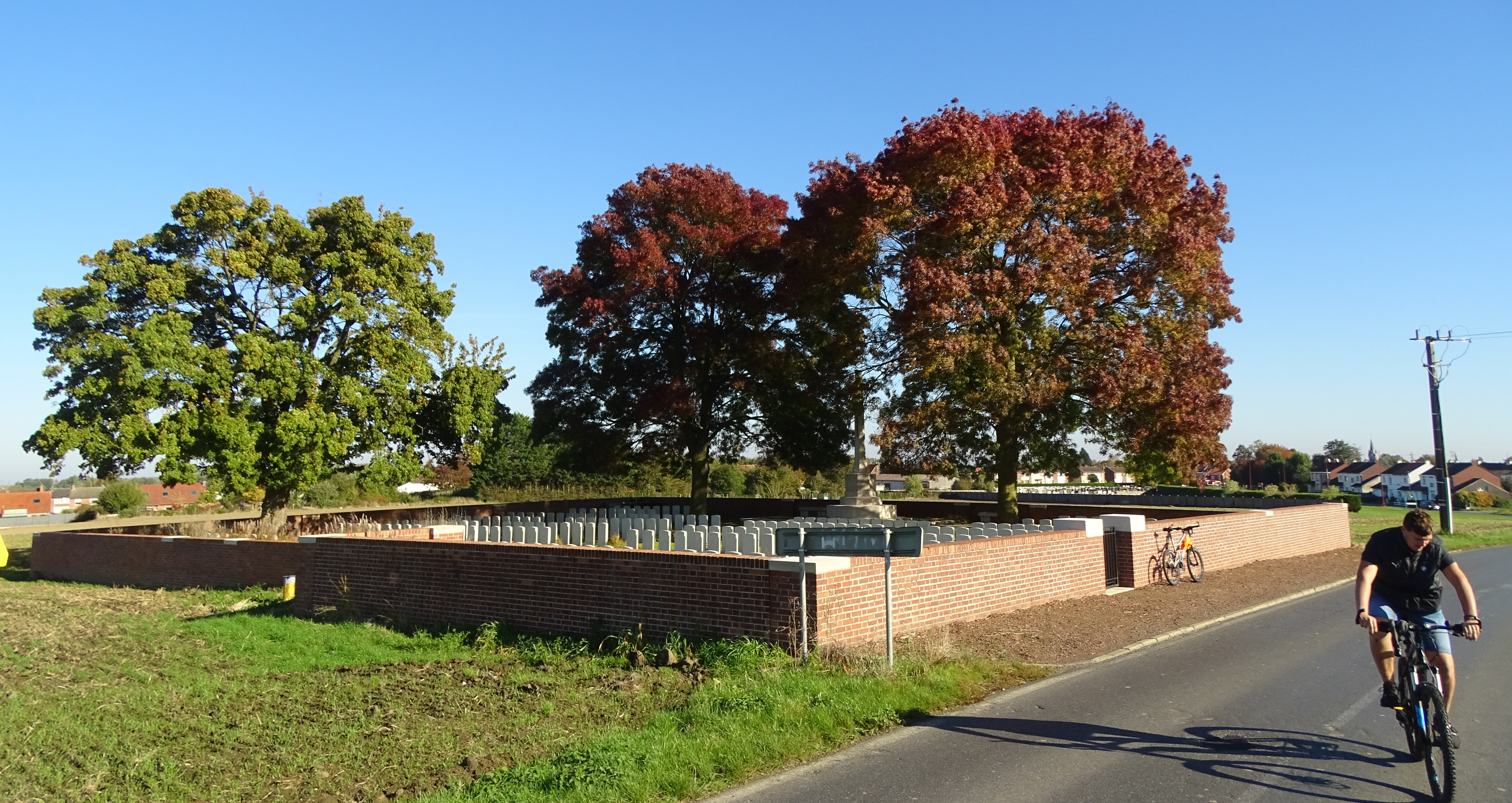
Vue générale du cimetière en octobre 2021.